# Pápai palota (Avignon)
Az avignoni pápai palota a legnagyobb középkori gótikus épület. A pápai székhely, amely egyidejűleg erődként és palotaként szolgált, a 14. században a nyugati kereszténység szimbóluma volt. A palota hat konklávé színhelye volt: itt választották pápává XII. Benedeket 1335-ben, VI. Kelement 1342-ben, VI. Incét 1352-ben, V. Orbánt 1362-ben, XI. Gergelyt 1370-ben és XIII. Benedek ellenpápát 1394-ben.
A palota két épületből áll, XII. Benedek régi palotájából, amely valódi erőd  és VI. Kelemen új palotájából, amely a legfényűzőbb az avignoni pápai építmények közül. Nemcsak a legnagyobb gótikus épület, hanem a nemzetközi gótikus stílus kifejezője is a maga teljességében. Az épület és a díszítés a legjobb francia építészek, Pierre Peysson és a de Loubières-nek nevezett Jean du Louvres, illetve a sienai iskola legnevesebb freskófestői, Simone Martini és Matteo Giovanetti együttműködésének gyümölcse.
Ráadásul az avignoni pápai könyvtár, amely a kor Európájának a legnagyobbja volt a 2000 kötetével, maga köré gyűjtötte a szépirodalomért rajongó klerikusok csoportját, köztük Petrarcát, a humanizmus megteremtőjét, míg a Kelemen-féle kápolna (Grande Chapelle) a zeneszerzőket, énekeseket és zenészeket vonzotta.
A palota volt az a hely, amely lehetővé tette az egyház életmódjának és szervezetének teljes átalakítását. Elősegítette a szolgáltatások központosítását, a funkciók alkalmazkodását a pápai igényekhez és lehetővé tette egy valódi pápai adminisztráció kialakítását. A Római Kúria létszáma, amely a 13. század végén 200 fő volt, a 14. század elejére 300 főnyire nőtt, hogy 1316-ban elérje az 500 főt. Őket egy laikusokból álló környezet segítette, akik szintén a palotán belül dolgoztak.
Az épület, amely struktúrájával lehetővé tette az egyház további működését, és küldetésének végrehajtását, lényegében feleslegessé vált, amikor a pápai székhely visszakerült Rómába. A keleti és nyugati egyház közötti megbékélés reménye, illetve az itáliai pápai állam pacifikálása tette lehetővé a pápák visszatérését, ezzel együtt Avignon jelentőségének hanyatlását.
A pápai székhely áthelyezését jelentősen befolyásolták V. Orbán és az utána következő XI. Gergely pápák, akik fontosnak tartották, hogy a pápai székhely visszatérjen Péter apostol városába. A francia klérus aktív ellenállása Gergelyt sokáig megakadályozta terve megvalósításában, de végül mégis Rómába helyezte át a székhelyét. Ezzel azonban előidézte a nagy nyugati egyházszakadást is, amely negyven éven át megosztotta a pápai hatalmat.
1995 óta a pápai palota, Avignon történelmi központjával együtt az UNESCO világörökség része.

## Elhelyezkedése

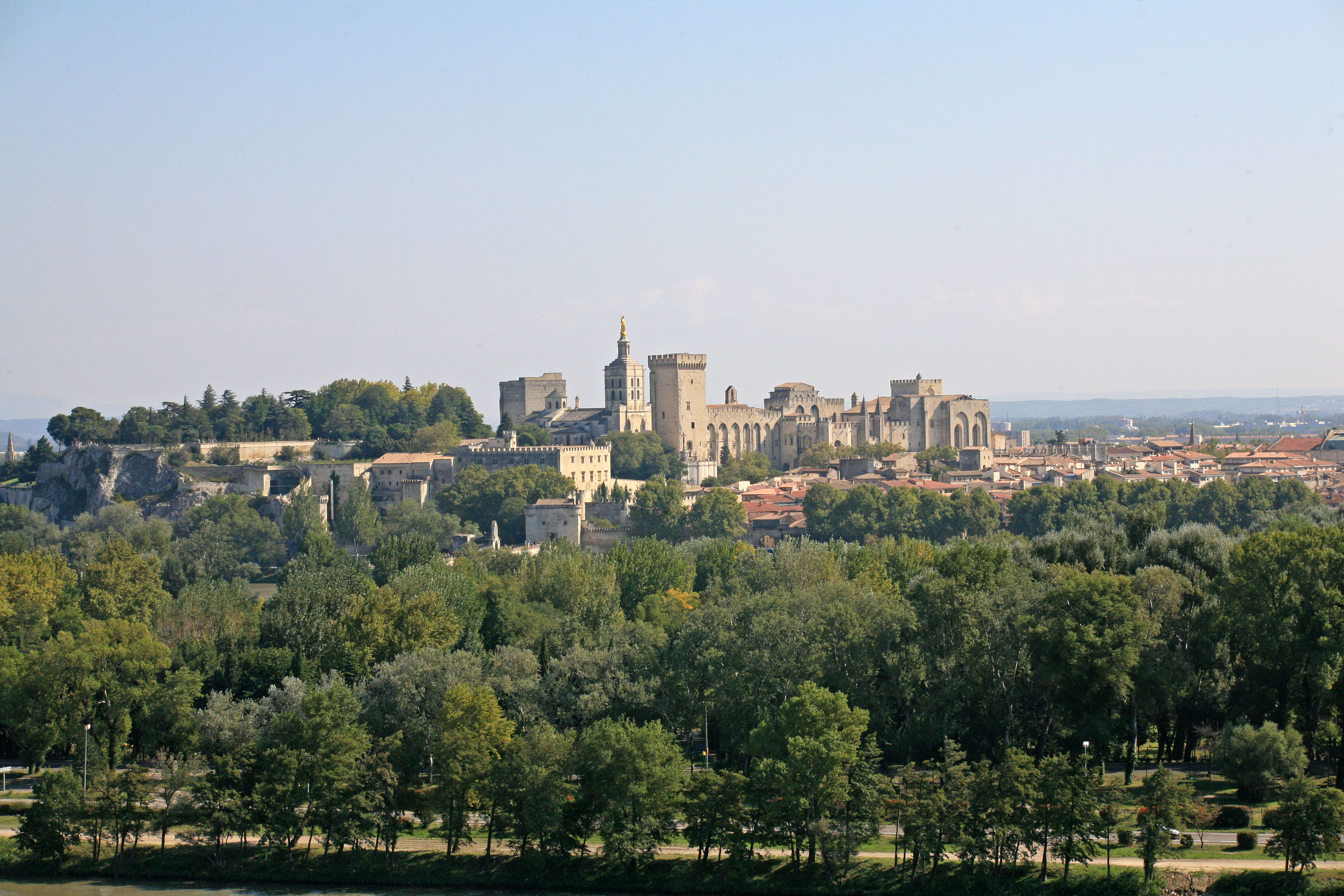
A pápai palota és a Szép Fülöp-torony látványa a Rhône folyó jobb partjáról

A pápai palota a falakon belüli Avignon északi része felett helyezkedik el. A várostól északra egy sziklás kiemelkedésre építették, a Dóm-sziklákra, amely a Rhône folyó bal partja fölött emelkedik.
Impozáns mérete és a sziklák felé irányulása miatt dominálja a várost, és nagyon távolról is látható. A legjobb kilátás, nem véletlenül, a Rhône másik partjáról adódik, az Andaon hegyről, ahol a Saint-André erőd épült. Látható továbbá az Alpilles csúcsáról is, amely valamivel kevesebb mint húsz kilométernyire fekszik déli irányban.

## Története

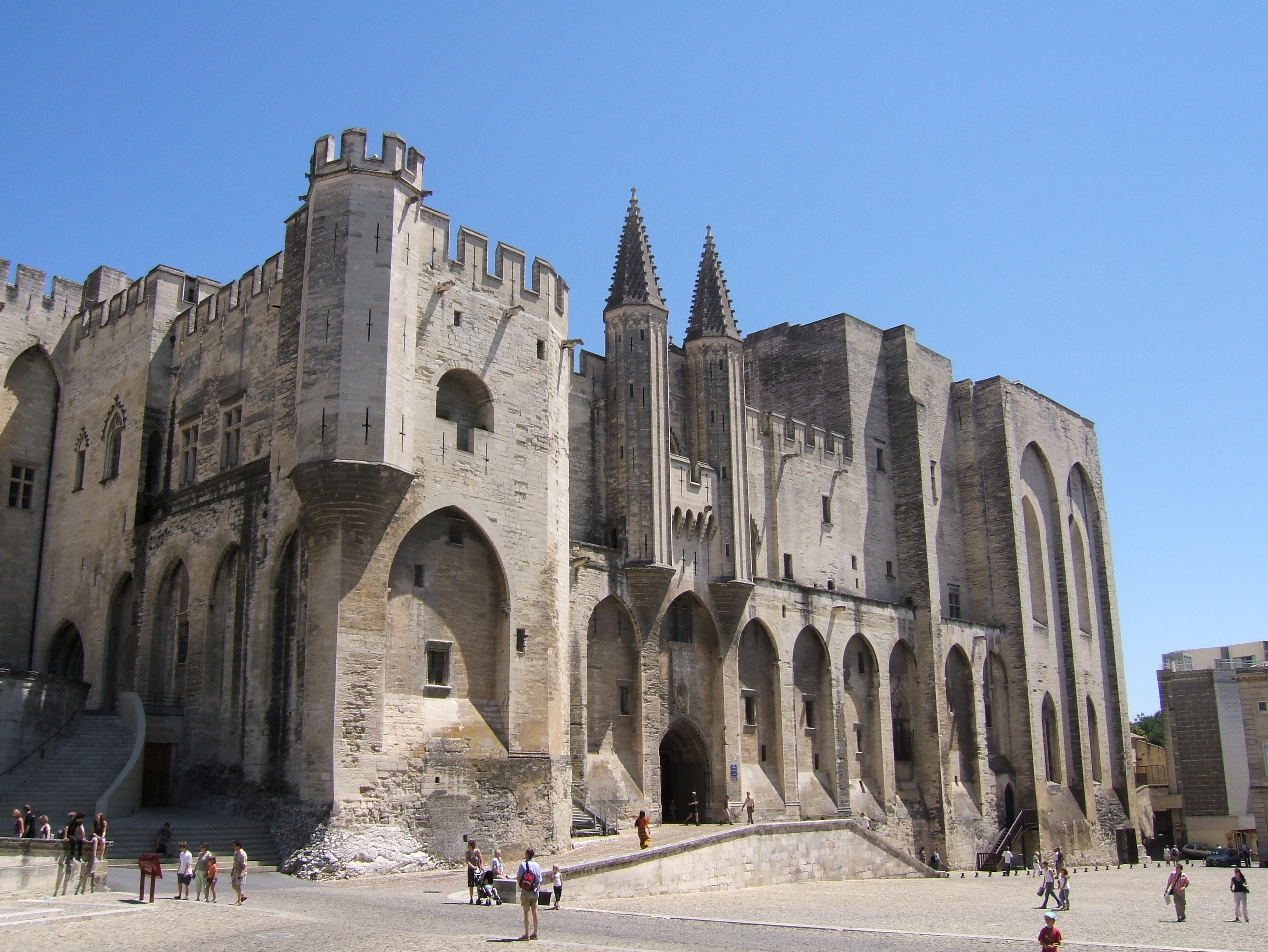
Az "Új palota" (Palais Neuf) főbejárata

A palota építése 1252-ben kezdődött. Avignon 1309-ben lett a katolikus egyház központja, amikor V. Kelemen pápa ide helyezte át a pápai székhelyet. Kelemen nem érezte magát biztonságban megválasztása után (1305) az egyre katolikusabb Rómában. Kelemen átköltözése után a helyi Domonkos-rendi kolostor vendége volt. Utóda, XXII. János pápasága alatt kezdődött a fényűző pápai székhely kiépítése, de a régi püspöki palotát igazából csak XII. Benedek (1334–42) és utódai kezdték átépíteni, ami egészen 1364-ig tartott. A helyszínen, egy természetes sziklakiszögellésen Avignon északi részén, a Rhône folyó felett, már korábban is felépült az avignoni püspökök palotája.
Az építkezés két, meglehetősen jól elhatárolható szakaszban zajlott, ennek eredményeként készült el a „Régi palota” (Palais Vieux) és az „Új palota” (Palais Neuf). Miután befejezték az építkezést, a két palota összesen 11 000 m² (2,6 acre) területet foglalt el. Az építkezés ideje alatt a pápai bevételek nagy részét a palotára kellett fordítani.
A Palais Vieux építésze egy bizonyos Pierre Poisson volt, Mirepoix városból, aki XII. Benedek utasításai alapján dolgozott. A szigorú Benedek utasítására a régi püspöki palotát lerombolták, és helyén egy jól megerősített, szinte erődszerű épületet emeltek, a középpontjában egy kolostorral. A palota négy szárnyát masszív tornyok erősítették meg.

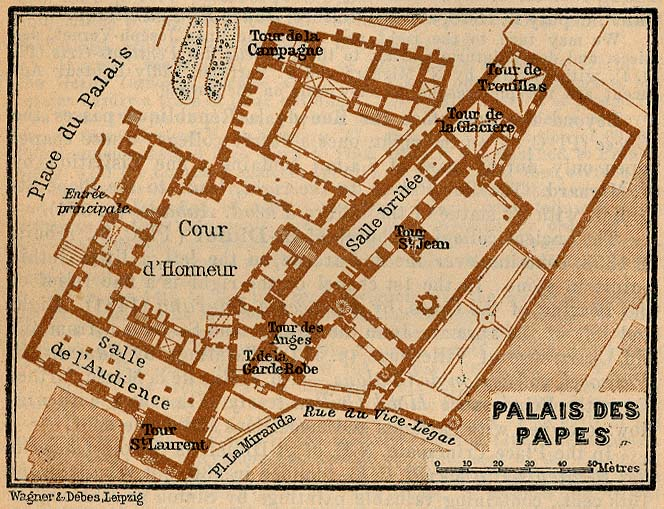
A pápai palota alaprajza

VI. Kelemen, VI. Ince és V. Orbán pápák uralkodása alatt tovább folyt az építkezés, ebben a szakaszban készült el a Palais Neuf. Jean de Louvres építészt VI. Kelemen fogadta fel, hogy egy toronnyal és új épületekkel bővítse ki a régi palotát, többek között felépítette az 52 méter hosszú „Nagy kápolnát” (Grand Chapel), ahol a pápák imádkoztak. VI. Ince uralkodása alatt két további torony épült fel, majd V. Orbán fejezte be a belső udvart (Court d'Honneur), amikor felépíttette az udvart szegélyező épületeket, amelyek belsejét fényűzően kidíszítették freskókkal, faliszőnyegekkel, festményekkel, szobrokkal és díszes famennyezetekkel.

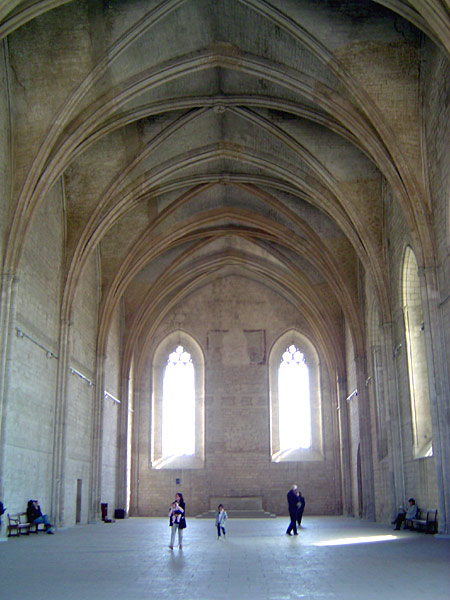
Grand Chapel - a pápák 52 méter hosszú kápolnája

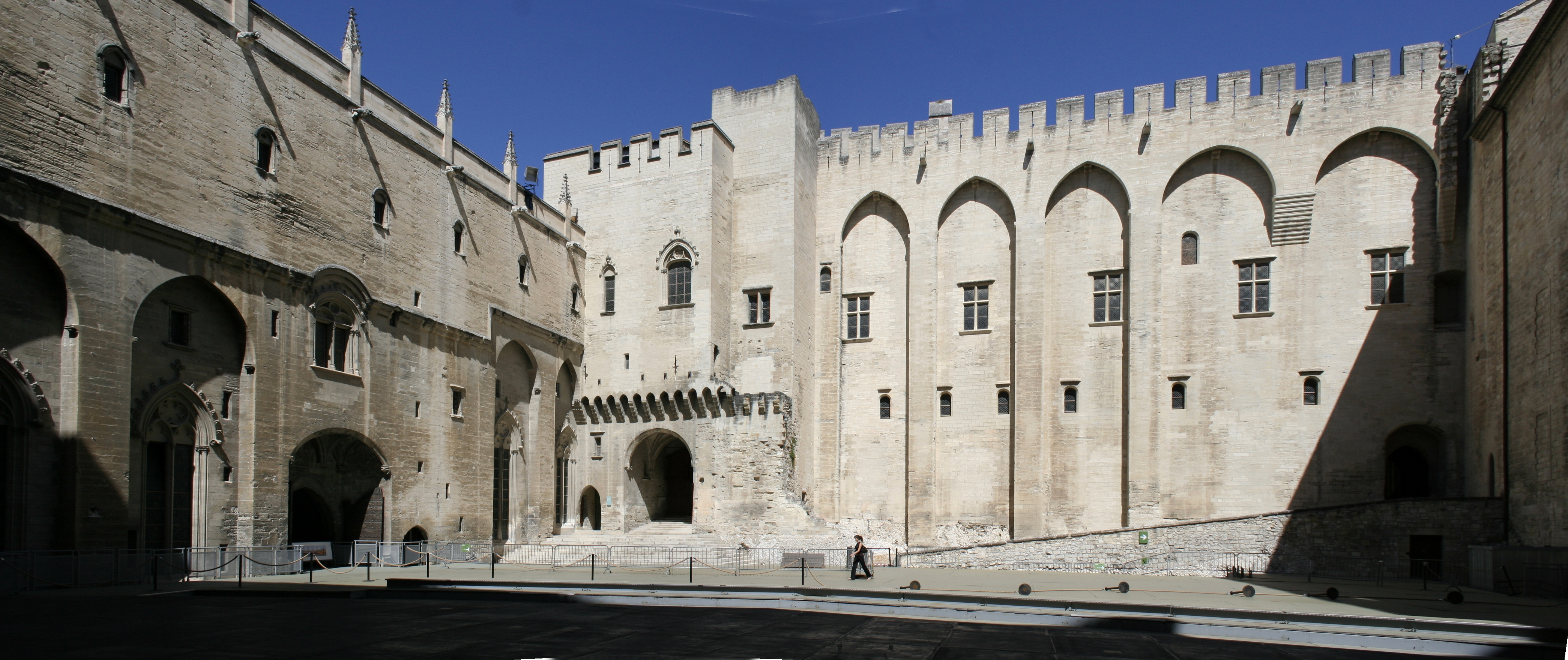
Avignon, Cour d'Honneur

IX. Gergely döntése, hogy 1377-ben visszahelyezi a pápai székhelyt Rómába, előidézte a nagy nyugati egyházszakadást. Avignon az ellenpápák székhelye lett, itt tartózkodott VII. Kelemen ellenpápa és XIII. Benedek ellenpápa egészen 1403-ig. Utóbbi öt évig volt a palota foglya, amikor 1398-ban Geoffrey Boucicaut hadserege elfoglalta Avignont. A palota ezt követően a pápaellenes erők kezére került, 1410–11-ben ostromzár alatt volt, és csak 1433-ban került vissza a pápa képviselőinek kezére.
Bár a római pápák a következő 350 évben is folyamatosan fennhatóságot gyakoroltak a palota felett, az épület lassan hanyatlásnak indult, állaga leromlott, az 1516-ban végrehajtott felújítás ellenére. 1789-ben, amikor a forradalmi erők elfoglalták és kifosztották, a palota már igen rossz állapotban volt. 1791-ben az ide bebörtönzött, ellenforradalminak bélyegzett személyeket lemészárolták, a holttesteket a Tour des Latrines toronyba halmozták fel.
Napóleon uralkodása alatt a palotát katonai célra, laktanyának és börtönnek használták. Ebben az időszakban az épület további károkat szenvedett, elsősorban a Harmadik Francia Köztársaság ideje alatt, amikor a freskókat és a belső díszítéseket lerombolták és az épületet istállónak használták.
A francia hadsereg csak 1906-ban ürítette ki a palotát, amikor is a francia nemzeti örökség részének nyilvánították. Az épület felújítása lényegében azóta tart. A palota nagy része ma nyitva áll a látogatók előtt, itt található még egy konferenciaközpont és Vaucluse megye levéltára is.

## Leírása

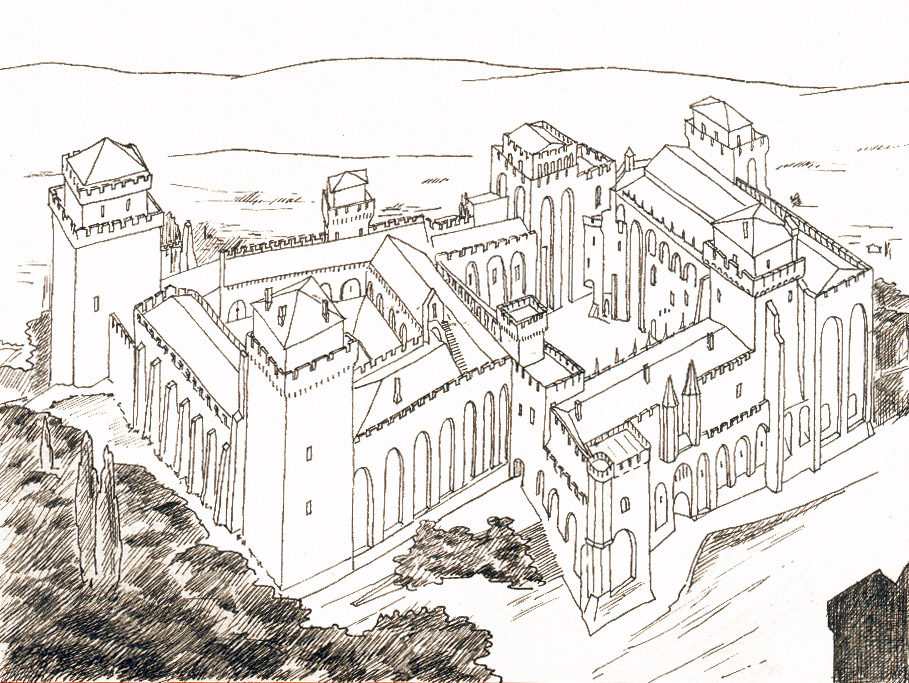
A palota háromdimenziós rajza

A palota 15 000 m²-es alapterületével Európa legnagyobb gótikus stílusú épülete.

### A tornyok

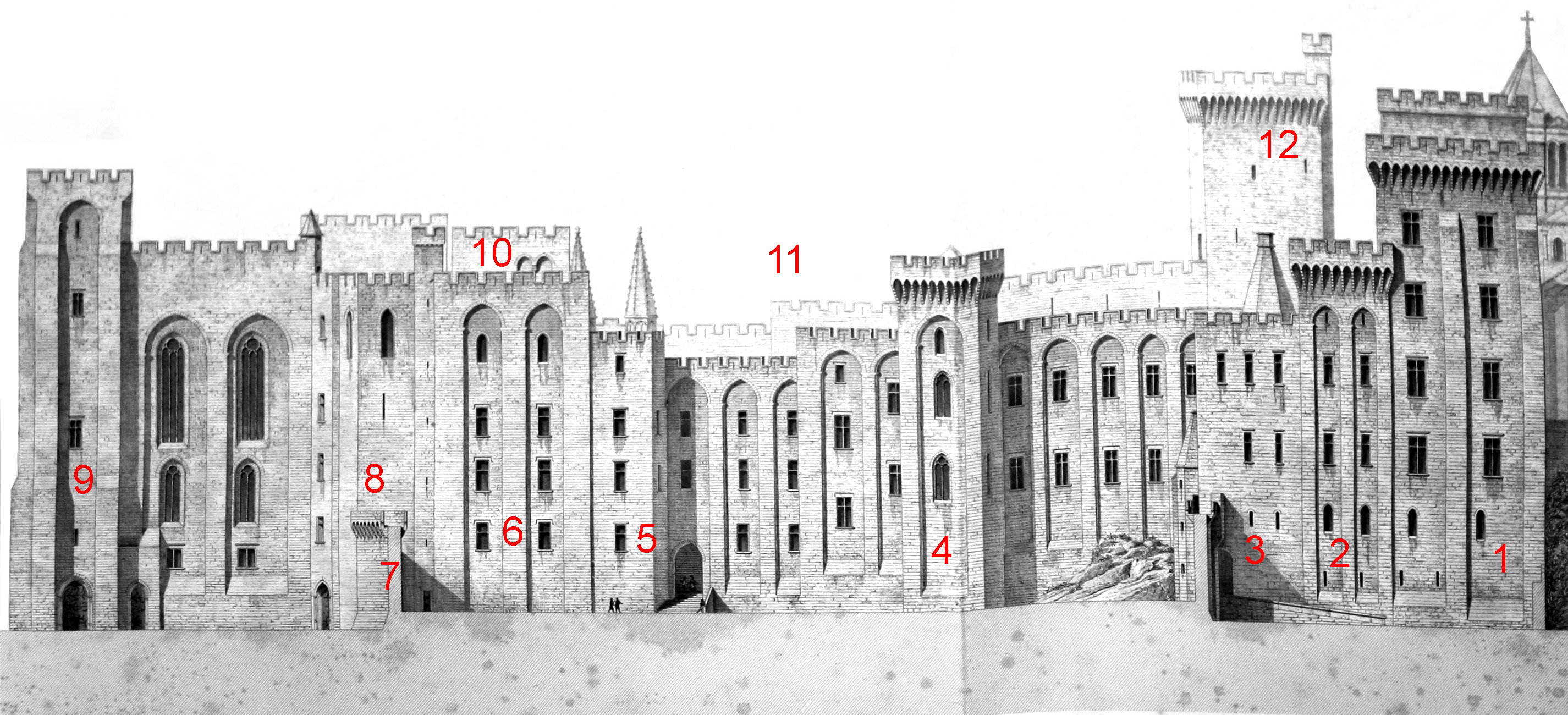
A pápai palota tornyai keletről
1- „Tour de Trouillas”
2- „Tour des Latrines” vagy „Tour de la Glacière”
3- „Tour des Cuisines” (konyhatorony)
4- „Tour Saint-Jean” (Szent János-torony)
5- „Tour de l’Étude”
6- „Tour des Anges” (angyalok tornya) vagy „Tour du pape” (pápai torony)
7- „Tour du Jardin” (kerti torony)
8- „Tour de la Garde-Robe” (ruhatár-torony)
9- „Tour Saint-Laurent” (Szent Lőrinc-torony)
10- „Tour de la Gache” (hátsó torony)
11- „Tour d’angle” vagy „Tour des Grands Dignitaires” (nem látható)
12- „Tour de la Campane”

### VI. Kelemen szobája - „la chambre du cerf”

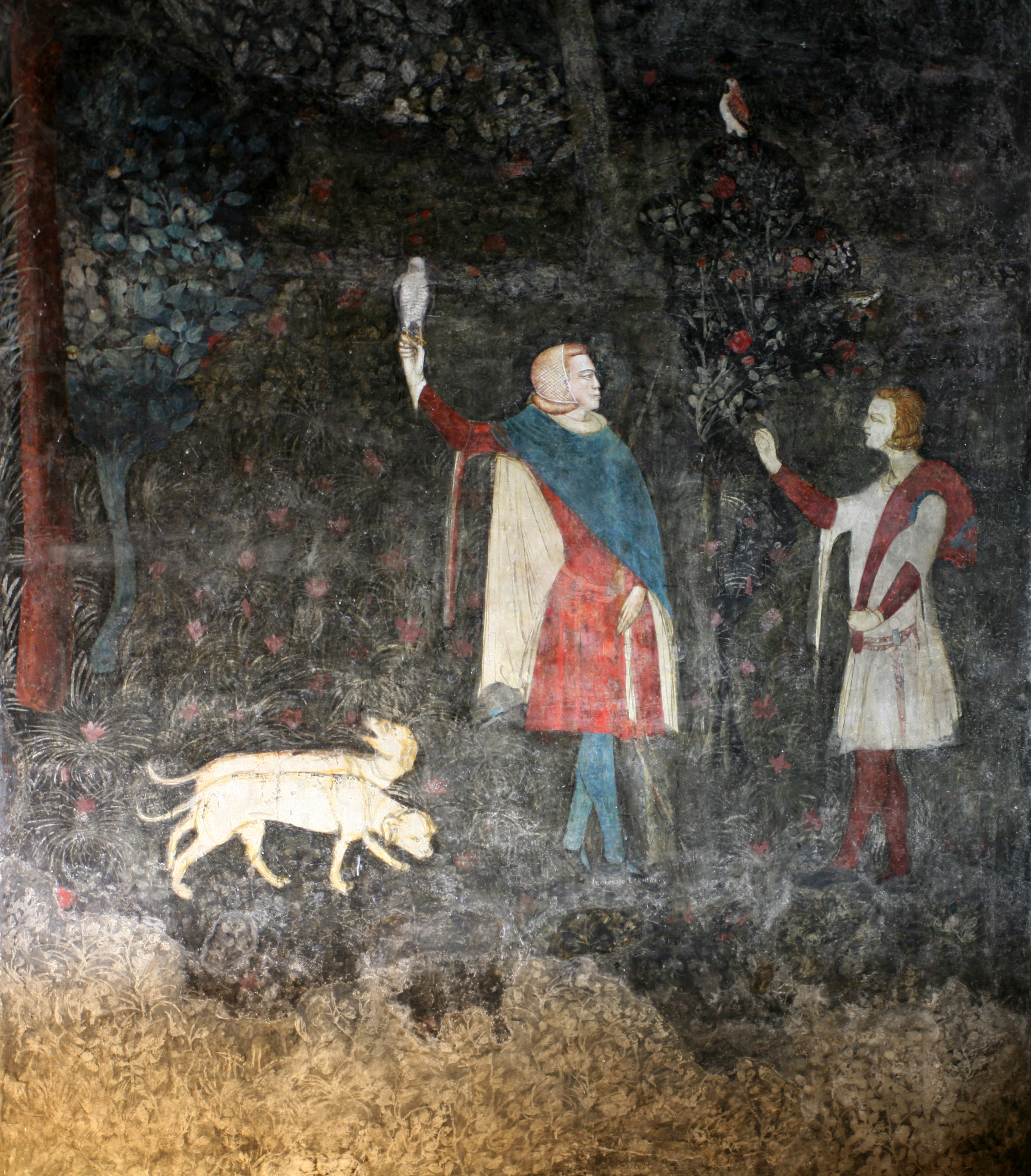
Az V. Kelemen szobájában található festmények részlete

V. Kelemen irodája a palota egyik leghíresebb terme, mivel itt maradtak meg a legjobb állapotban a falakat és a mennyezetet díszítő festmények.

### A kápolnák

#### Saint-Martialkápolna

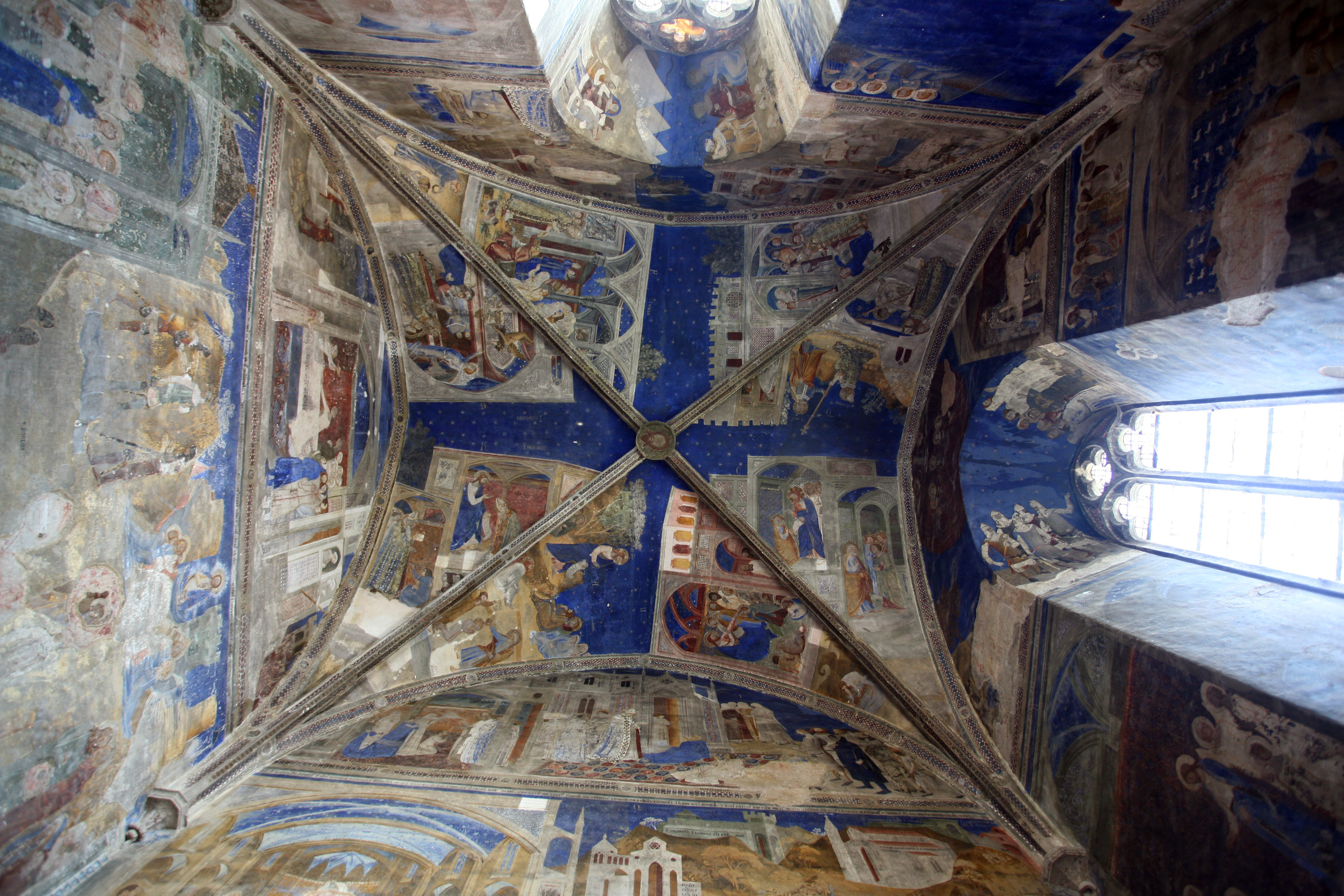
A Saint-Martial-kápolna belseje

A Tour de Saint-Jean (Szent János-torony) második emeletén található a Chapel Saint-Martial (Szent Martial volt Limoges első püspöke). A kápolnában található freskók a szent életének történetét mesélik el. A festményeket Matteo Giovanetti olasz mester készítette, 1344–45-ben.

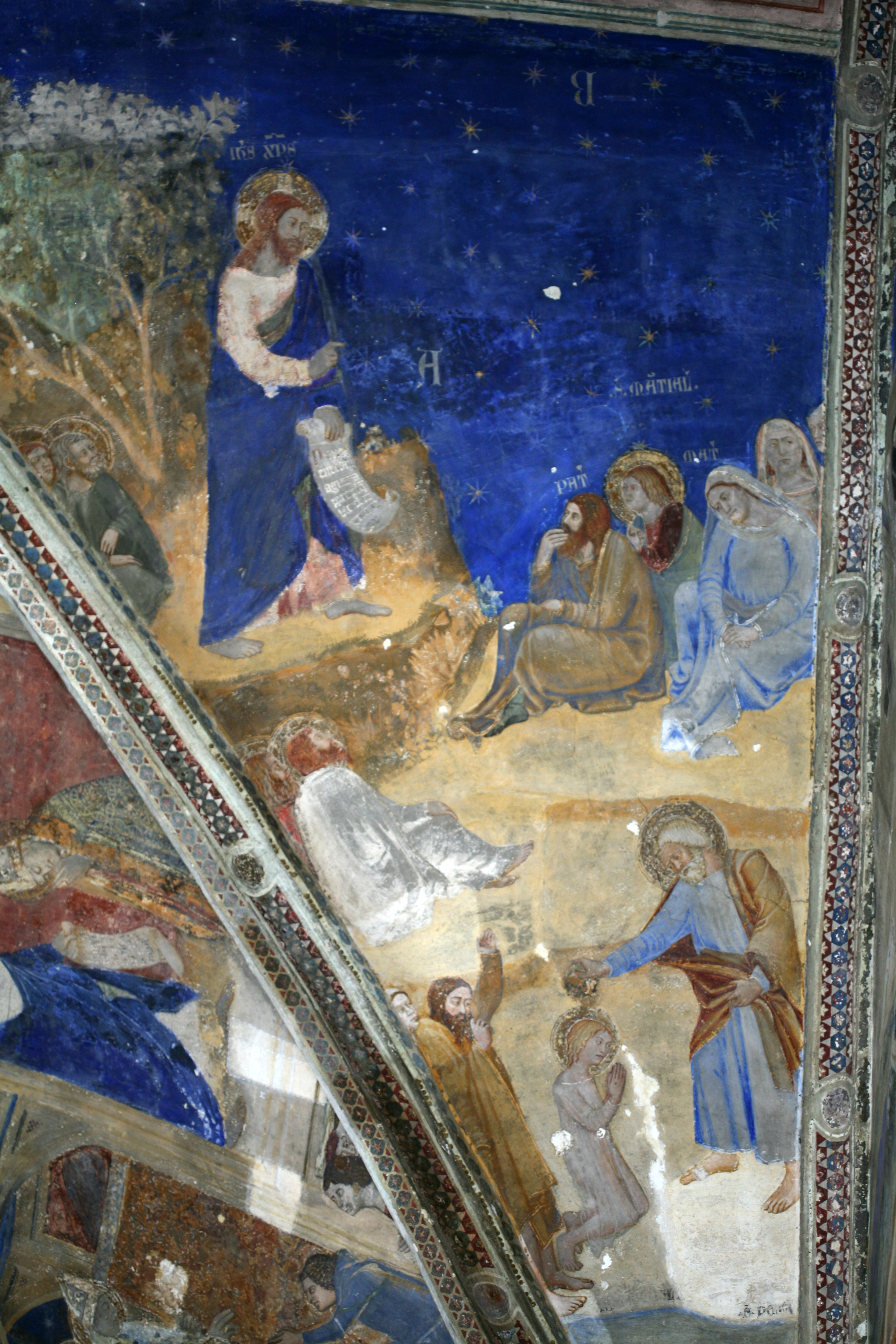
Krisztus Szent Martial előtt imádkozik
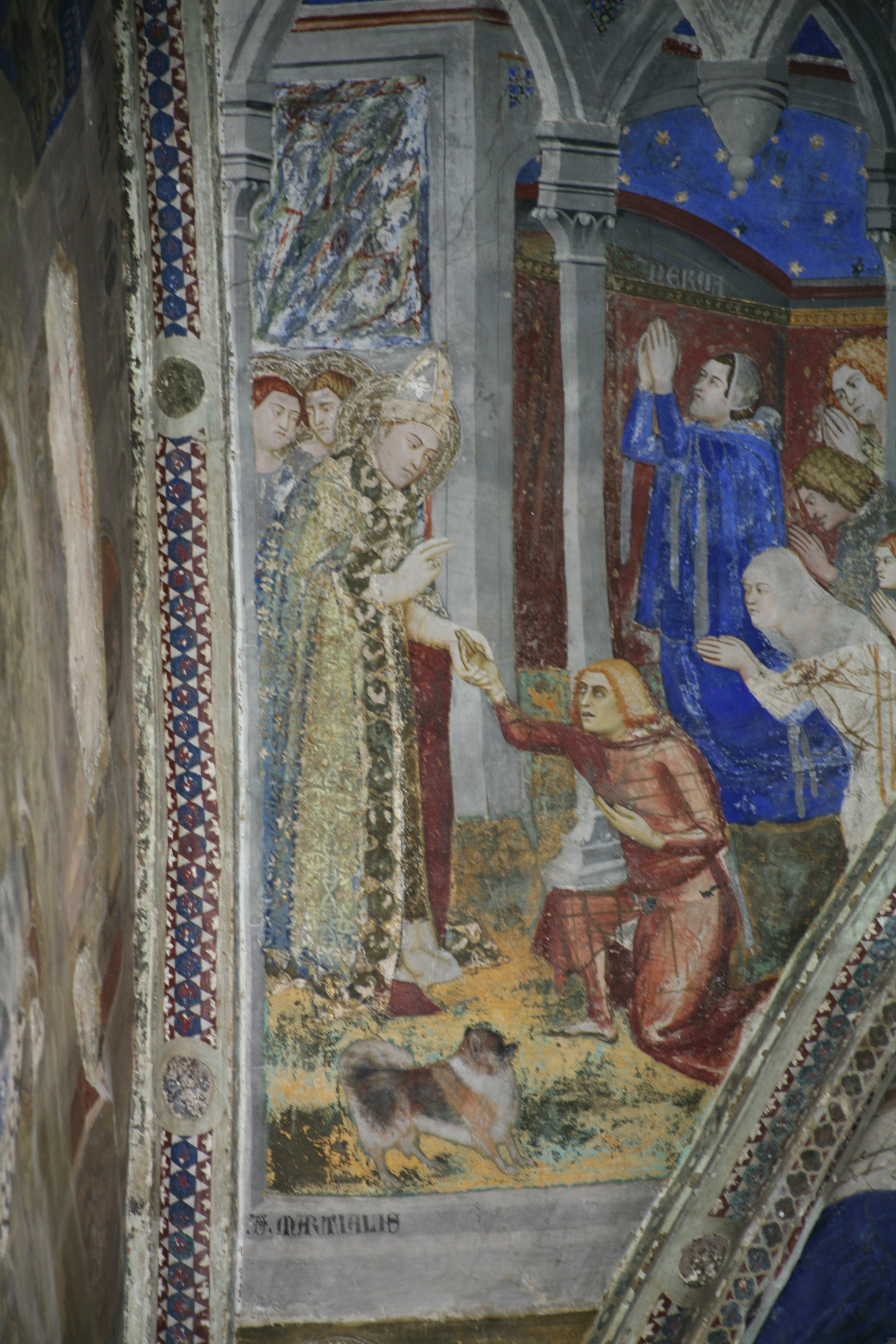
A nervai ifjú feltámasztása
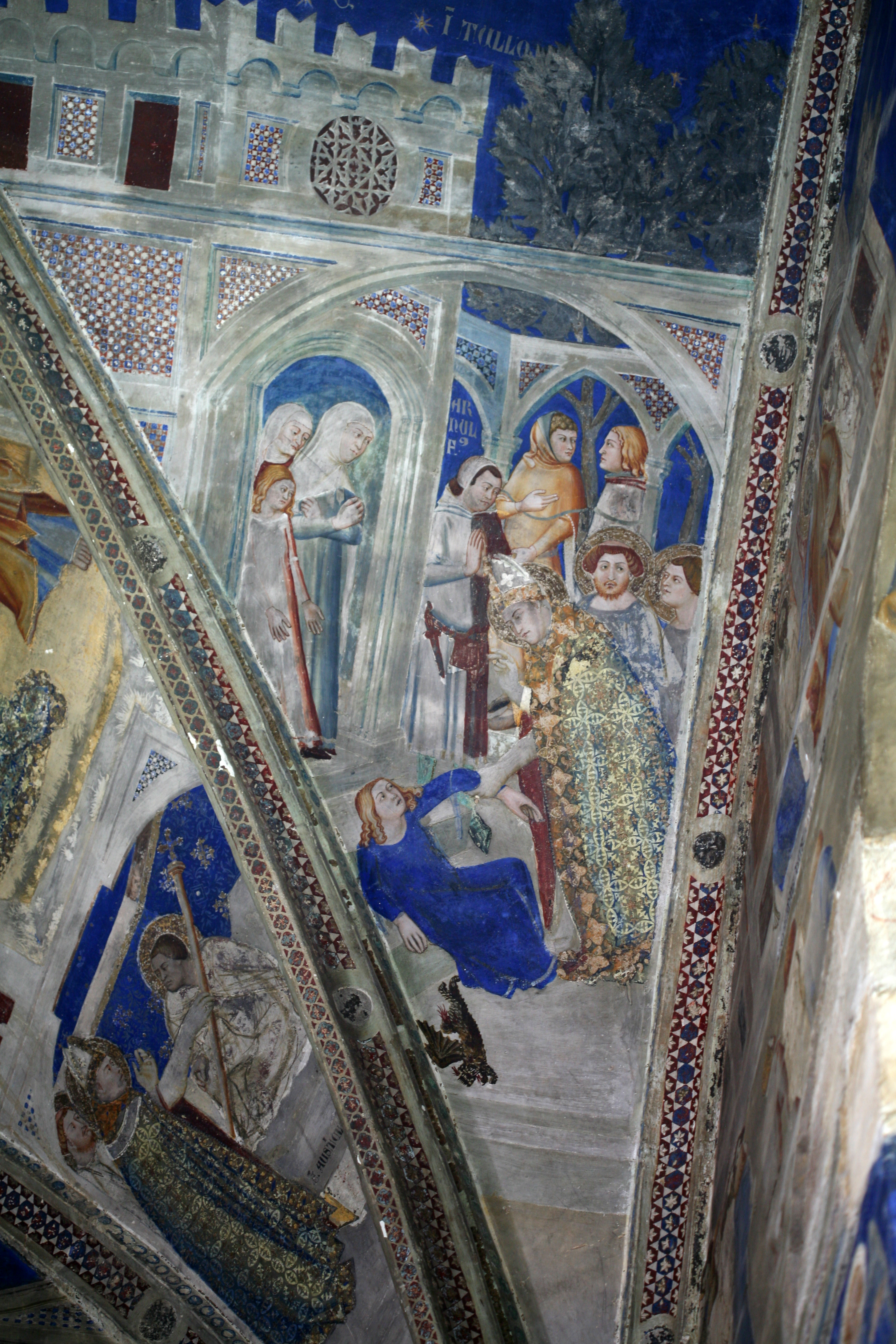
Arnulfus lányának meggyógyítása
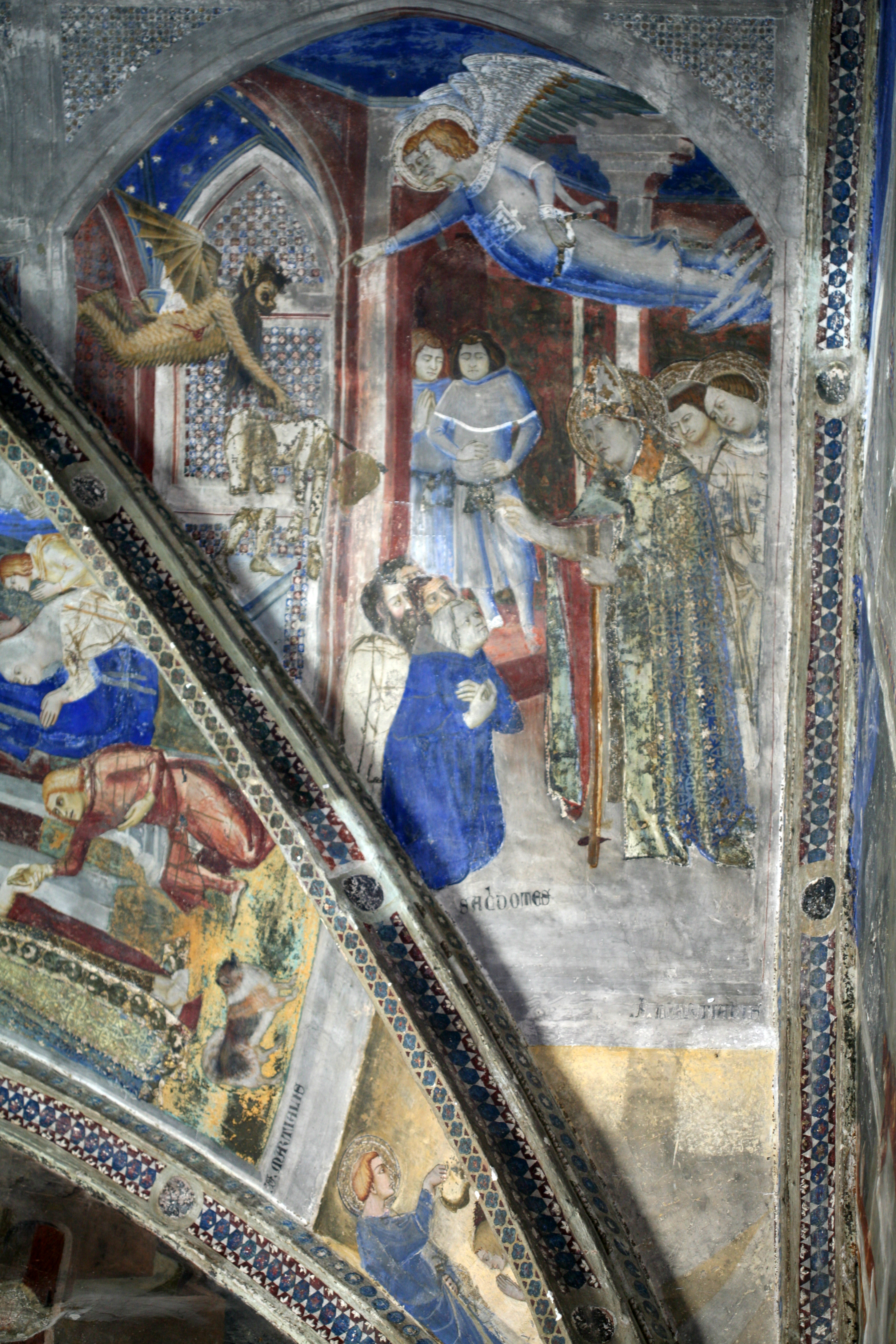
Csoda Ahunnál
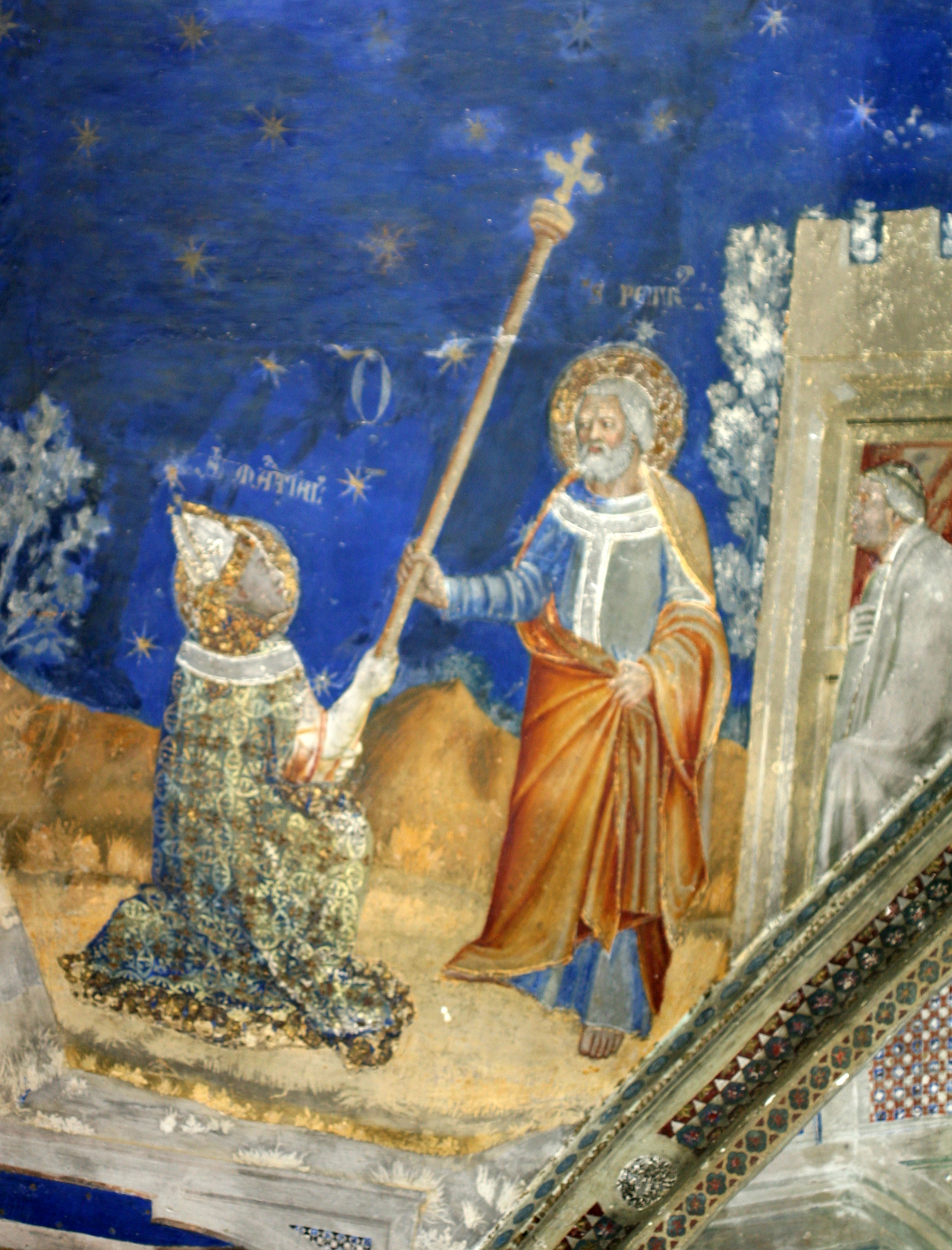
Péter apostol botjának visszaszolgáltatása
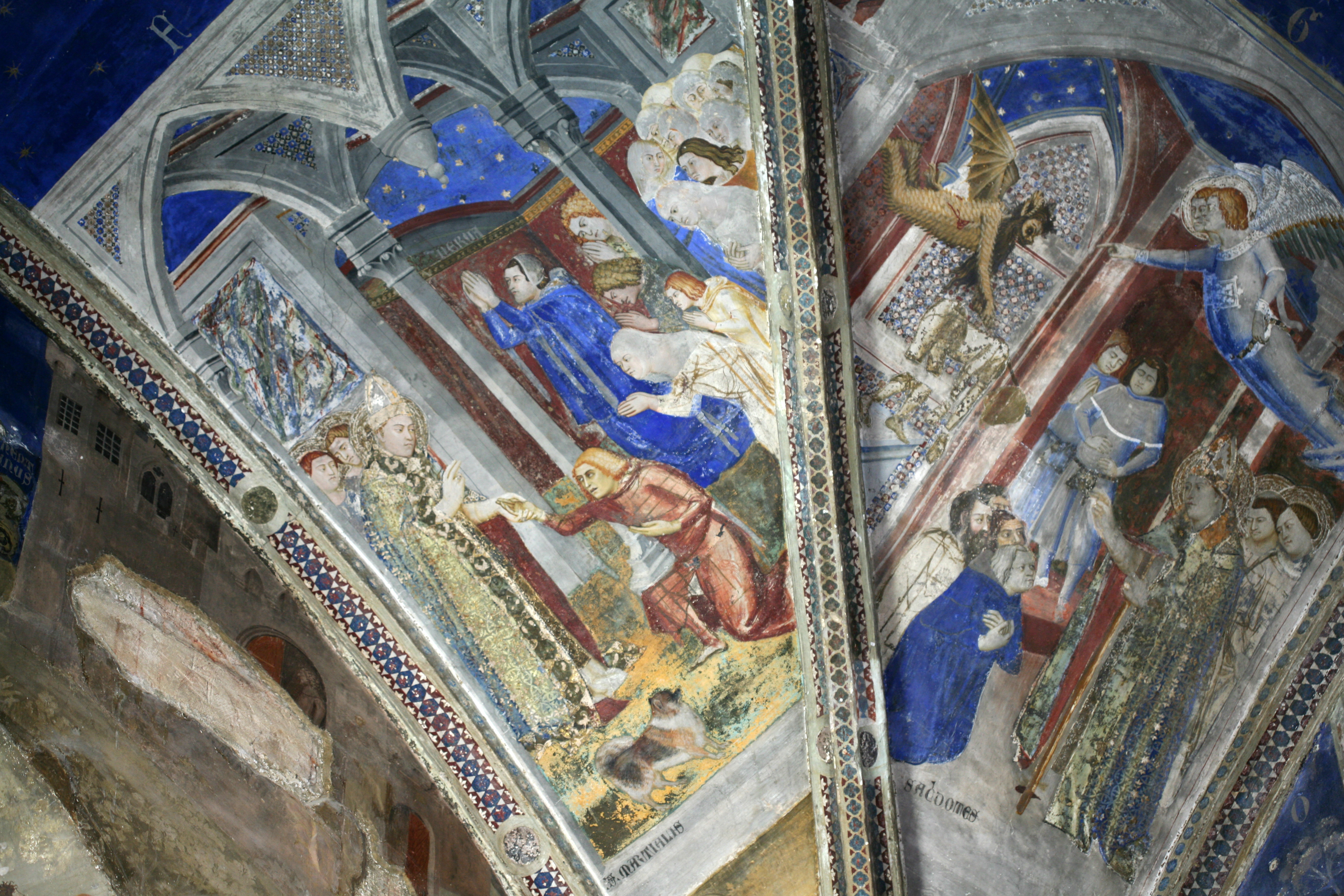
Nerva fiának feltámasztása és az ahuni csoda, délről és nyugatról nézve
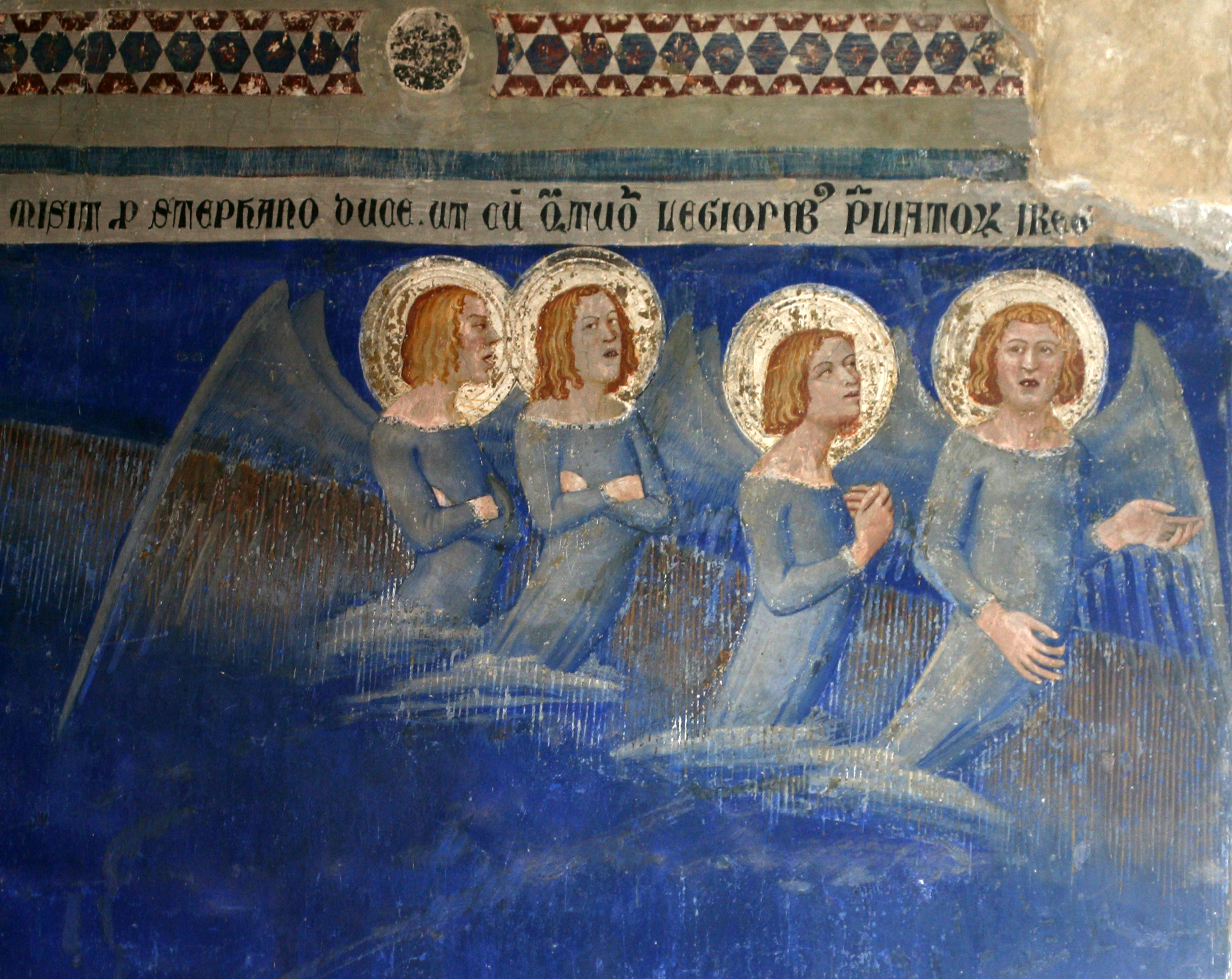
Négy angyal a szent temetési menetéből
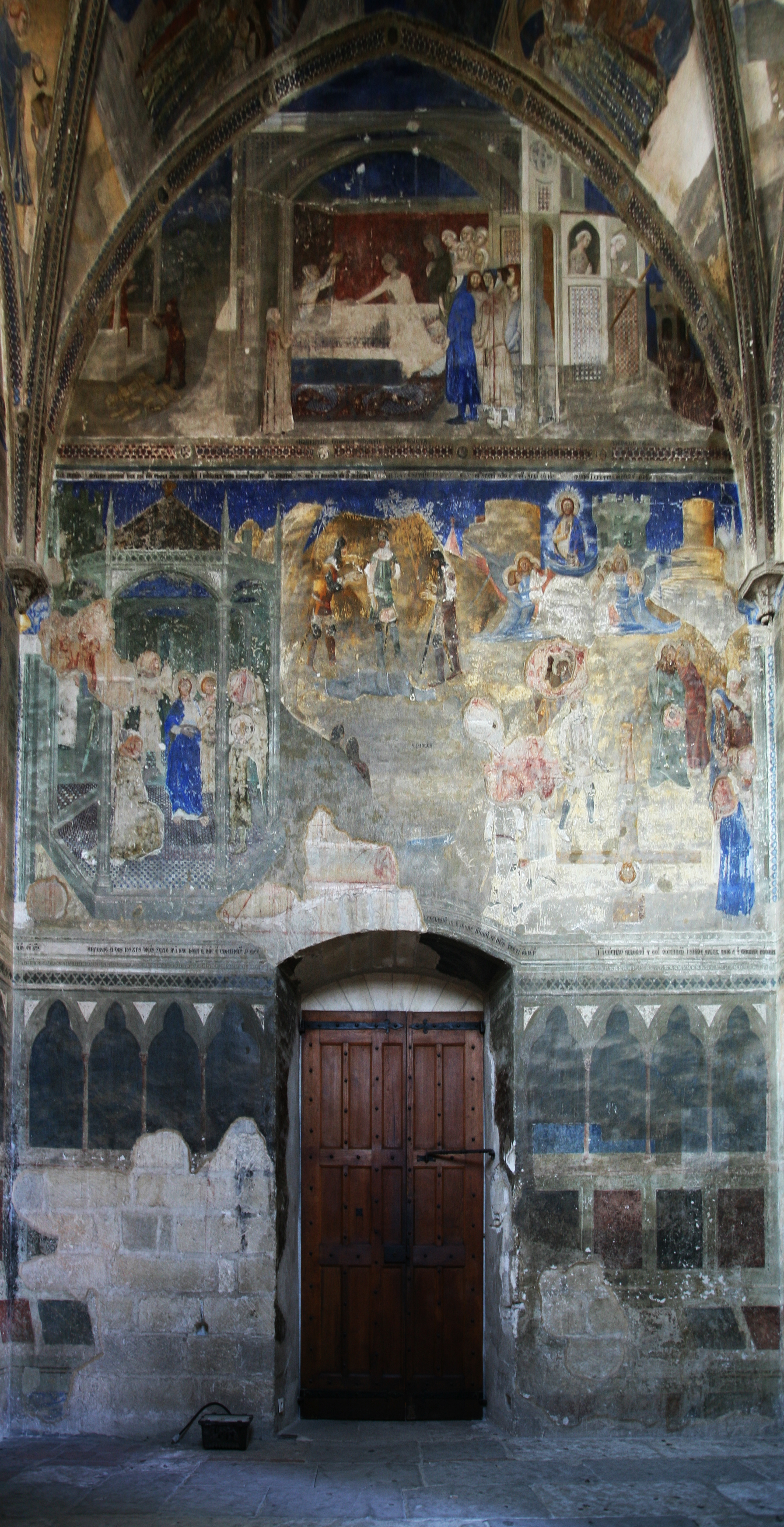
A nyugati fal és a kápolna ajtaja

#### AChapel Saint-Jean

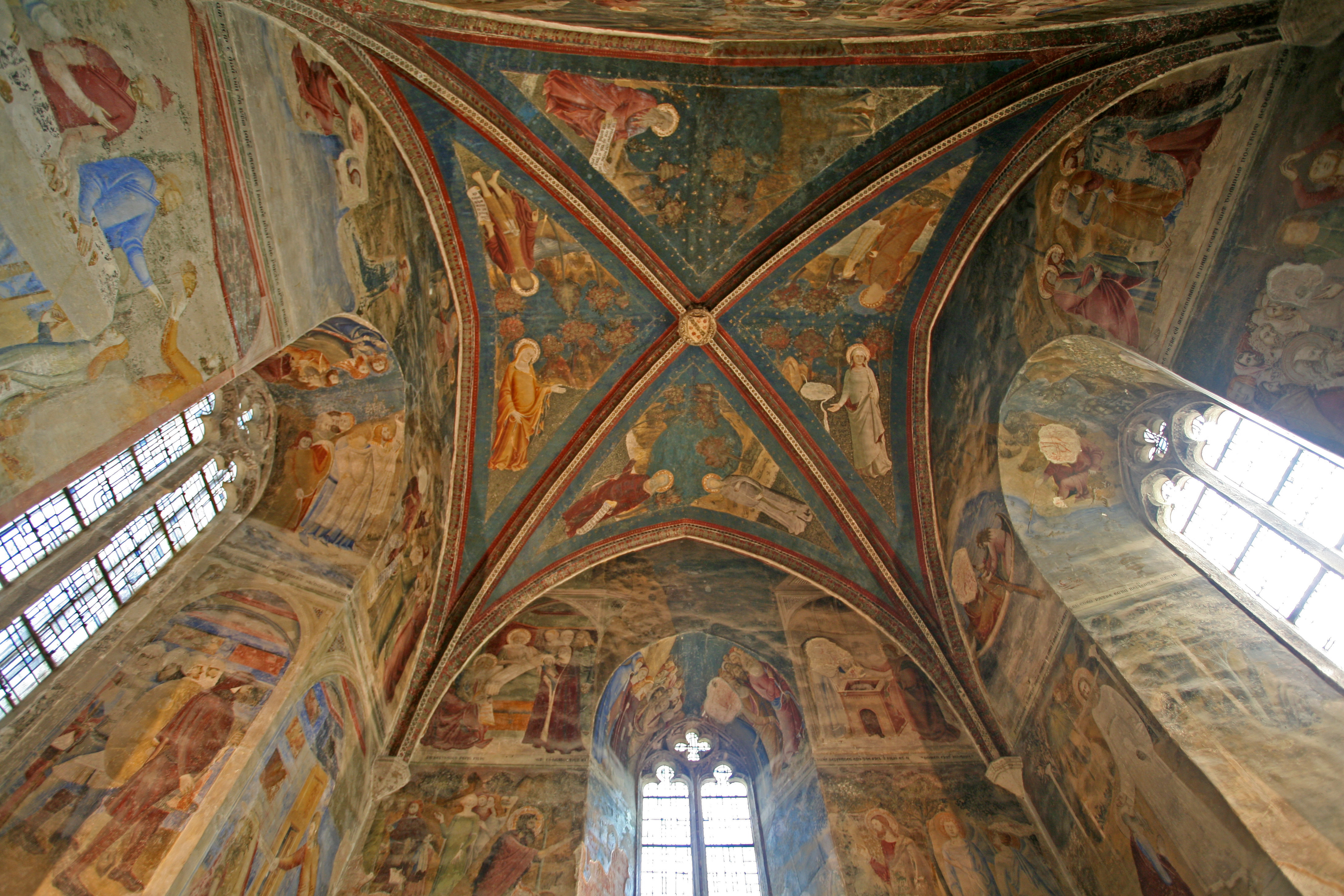
A Chapel Saint-Jean belseje

1347–48-ban Matteo Giovannetti mester a Chapel Saint-Jean (Szent János-kápolna) díszítéséért volt felelős. A kápolna a Szent Martial-kápolna alatt található.

## Fordítás
Ez a szócikk részben vagy egészben a Palais des Papes d'Avignon című francia kiemelt Wikipédia-szócikk ezen változatának fordításán alapul.  Az eredeti cikk szerkesztőit annak laptörténete sorolja fel. Ez a jelzés csupán a megfogalmazás eredetét és a szerzői jogokat jelzi, nem szolgál a cikkben szereplő információk forrásmegjelöléseként.